# Carl Johan Eberstein
Carl Johan Eberstein, född 28 september 1758 i Västra Vingåkers församling i Södermanlands län, död 20 januari 1838 i Visby stadsförsamling i Gotlands län, var en svensk biskop. Han var far till poeten Carl Christian Eberstein och syssling till donatorn Christian Eberstein.
Eberstein blev 1779 teologie docent vid Lunds universitet, 1808 teologie professor och domprost samt 1813 biskop i Visby. 1800 blev han teologie doktor. Eberstein utgav bland annat läroböcker i dogmatik och etik.
Eberstein bevistade riksdagarna 1815 och 1817–1818 och var under den senare ledamot av bankutskottet.
Han blev ledamot av Nordstjärneorden 1814 och kommendör av samma orden 1837.
Han är begraven på Östra kyrkogården i Visby.